# Berger picard
Berger picard är en hundras från Frankrike som har sitt namn efter regionen Picardie. Ursprungligen är den en vallande herdehund och gårdshund och räknas idag till brukshundsraserna.

## Historia
1863 visades picard på hundutställning tillsammans med briard och beauceron. Rasen anses även nära besläktad med bouvier des ardennes och belgisk vallhund, särskilt påminner den om den strävhåriga varianten laekenois. Dessa strävhåriga vall- och herdehundsraser representerar en hundtyp som funnits spridd i nordvästra Europa under många hundra år. 1898 fick berger picard sitt nuvarande namn. Under första världskriget användes hundarna som rapporthundar och räddningshundar (sanitetshundar). 1922 skrevs den första rasstandarden och 1925 blev rasen erkänd av den franska kennelklubben Société centrale canine (SCC). Andra världskriget gick hårt åt rasen och efter kriget var den nära att försvinna. Ett fåtal exemplar räddades av engagerade rasentusiaster, men den har förblivit en relativt sällsynt ras. 1955 bildades en rasklubb som erkändes av SCC 1959. I sina hemtrakter kan berger picard fortfarande påträffas som arbetande vallhund.

## Egenskaper
Berger picards bakgrund gör att dock att rasen är både arbetsvillig och robust och dessa egenskaper gör att den ofta passar som brukshund även för andra ändamål. Till temperamentet är den livlig och motionsbehovet är stort. Rasen har även vaktinstinkt.

## Utseende
Berger picard är en till utseendet medelstor hund med raggig päls. Pälsen kan vara grå eller grå med en skiftning i rött, blåaktigt eller svart. Pälsen kan också vara fawnfärgad.
Den förutsätter ingen krävande pälsvård, det som behövs är att pälsen borstas för att avlägsna löst hår och kammas för att förhindra tovor.